# Jin av Xia
Jin (廑; Jǐn) var den trettonde kungen under den kinesiska Xiadynastin. Hans regenttid uppskattas ha varat från 1587 till 1580 f.Kr.
Jin blev regent i året JiWei (己未) efter att hans far Jiong av Xia avlidit. Kung Jin flyttade sin huvudstad till 'Västra He' (西河) Bambuannalerna beskriver att under kung Jins åttonde år som regent var det ett ondskefullt himlafenomen med tio solar (天有祅孽, 十日竝出). Kung Jin avled samma år. Efter sin död efterträddes Jin av sin kusin Kong Jia.
Jins biografi återfinns i de historiska krönikorna Shiji och Bambuannalerna.